# Horizon Forbidden West
Horizon Forbidden West est un jeu vidéo d'action-RPG développé par Guerrilla Games et publié par Sony Interactive Entertainment, sorti le 18 février 2022 sur PlayStation 4 et PlayStation 5,. Il s'agit de la suite d’Horizon Zero Dawn et relate des événements se déroulant six mois après le premier opus. 
Le jeu prend place dans un monde ouvert post-apocalyptique avec une perspective à la troisième personne (tps). Le joueur contrôle la protagoniste Aloy, une chasseuse de machines, alors qu'elle se rend dans une Amérique occidentale ravagée par des tempêtes massives et des machines mortelles.
Le jeu reçoit un accueil critique très positif de la part de la presse spécialisée.

## Système de jeu
Les joueurs contrôlent Aloy, une chasseuse dans un monde gouverné par des machines. Le jeu propose un monde ouvert dans une Californie post-apocalyptique. Les emplacements présentés dans la bande-annonce incluent un San Francisco en ruine et la vallée de Yosemite,. Ashly Burch et Lance Reddick reprennent leurs rôles respectifs d'Aloy et de Sylens.

## Trame
6 mois après les événements d'Horizon Zero Dawn, Aloy, en quête d'une solution afin de restaurer Gaïa, une IA crée par Elisabet Sobeck afin de recréer la vie, se rend dans un lieu qui est un site de recherche appartenant à Zénith Lointain, une colonie composées des hommes et femmes les plus riches de la planète qui ont évacué la Terre à la suite de l'extinction liée au Fleau Faro. Aidée de Varl, elle finit par trouver une copie, mais celle-ci s'avère être une copie corrompue, donnée par Elisabet Sobeck et Travis Tate, programmeur de la sous-fonction HADES afin que Zenith Lointain ne s'en empare pas. Frustrée, Aloy décide de rentrer à Meridian.
Arrivée sur place, le roi Avad alerte Aloy sur un signal venu de la Flèche, lieu où Aloy avait vaincu HADES. Mais à son grand désarroi, celle-ci se rend compte que Sylens l'a dupé et HADES est toujours en fonction. Voulant remettre la main sur l'érudit, elle décide de quitter seul Meridian pour se rendre dans l'Ouest prohibé.
Une fois sur place, et afin de pouvoir circuler dans l'Ouest, elle doit assister à une Ambassade, une réunion entre Carjas et Tenakth pour parvenir d'une trêve. Cependant, durant l'Ambassade, une  Tenakth du nom de Regalla et aidé de Tenakths s'étant rebellés ainsi que de machines sous leurs contrôles (grâce à Sylens), sabote la cérémonie et attaque l'ensemble des deux clans. Aloy, ainsi que Varl, réussissent à battre le champion de Regalla et cette dernière n'a d'autre choix que de battre en retraite. Malgré l'incident, Aloy poursuit sa route.
Une fois aux coordonnées indiqués, Aloy se rend compte que HADES a été interrogé par Sylens. Ce dernier parvient à nouveau à entrer en contact avec Aloy et lui informe qu'HADES n'est pas très loin. De ce fait, Aloy le retrouve et réussit definitivement à detruire la fonction subordonnée defaillante. C'est alors que Sylens lui apprend que dans la salle que lui a indiqué HADES qu'une copie de Gaïa est conservé dans un laboratoire d'Aube Zero. Une fois entrée, Aloy réussit a enfin mettre la main sur la copie, mais d'un coup, un groupe de personnes étranges reussissent a pénétrer les lieux avec un autre clone d'Elisabet Sobeck, nommé Beta. Remarquant la présence d'Aloy, ces derniers décident de la tuer, mais Aloy, incapable de lutter contre eux, parvient malgré tout à s'échapper de justesse et sera secourue par Varl et Zo, une membre de la tribu Utaru.
Cette dernière leur indique que les machines se comportent de plus en plus étrangement, notamment certaines machines nécessaires à la survie de leur tribu. Mais à cette instant, des machines corrompus par la fonction subordonnée HEPHAISTOS attaquent le village de Melopée, forcant Aloy et ses amis a pénétrer un creuset afin de mettre fin au chaos. Ils reussissent de plus a mettre la main sur un centre de contrôle pouvant permettre a Aloy de reprendre le contrôle de MINERVE, un des fonctions subordonnées de Gaïa et parvenant à la reactiver, bien qu'affaiblie. À la suite des nombreuses conversations, Aloy suppose que les personnes l'ayant attaqué au laboratoire d'Aube Zero sont les descendants de Zenith Lointain, revenu sur Terre pour de nouveau la coloniser et Gaïa lui informe que pour sauver la Terre de la catastrophe, 3 fonctions subordonnées doivent lui être restituées, ETHER, POSEIDON et DEMETER. Ainsi, Gaïa gagnera suffisamment de puissance pour reprendre le contrôle d'HEPHAISTOS.
Une fois ETHER récupérée et le maréchal Kotallo ayant rejoint l'équipe, Aloy et Gaïa réceptionnent un signal de détresse issu d'un ancien laboratoire de Zenith Lointain. Après avoir assistée à la mort d'une Zenith Lointain, par une arme mystérieuse, Aloy, ainsi que Varl et Erend, reussissent à percer le signal qui provenait de Beta, la copie d'Elisabet crée par Zenith Lointain qui s'est échappée et reussissent à extraire cette dernière . Cette dernière explique alors à Aloy que les Zenith Lointain ne sont pas les descendants des fondateurs, mais bien les fondateurs eux-mêmes, ceux ayant vecu il y a plus de 1000 ans et que ces derniers possèdent une copie de Gaïa possédant les fonctions ILITHYIE, ARTEMIS et APOLLON (une copie de la fonction originale ayant été supprimé par Ted Faro).
Devant faire vite, Aloy réussit non sans mal a récupérer les fonctions POSEIDON et DEMETER, mais Gaia ne peut pas encore reprendre le contrôle d'HEPHAISTOS. Pour ce faire, Aloy et son groupe doivent pénétrer un creuset afin de pouvoir coincer la fonction restante. Cependant, un grade exclusif est nécessaire pour y pénétrer, le grade Omega, créé exclusivement par Ted Faro qui lui a permis d'effacer la base de données APOLLON.
Aloy, aidé de la tribu des Quen, une civilisation lointaine vouant un culte aux anciens et particulièrement Pédégé, un Quen se prenant pour la réincarnation de Ted Faro, parvient a trouver et a s'infiltrer dans le bunker de Ted Faro, Thèbes. Sur place, elle se rend compte des vraies objectifs de Faro. En effaçant la fonction APOLLON, ce dernier souhaitait ainsi effacer tout trace de son implication dans l'extinction de la Terre et ainsi accueillir les nouveaux humains afin que ces derniers le suivent tel un dieu et il réussit grâce à son docteur à acquérir l'immortalité. Mais les mutations engendrées par le réacteur du bunker l'ont complètement transformées. Aloy, ayant pu récupérer le grade Omega, se rend compte que Ted Faro est toujours en vie, mais devenu une masse difforme dus aux mutations. Pédégé, se rendant compte de l'horreur qu'est devenue Ted Faro, le fait bruler, enclanchant le système d'auto-destruction de Thèbes. Finalement, Aloy et sa nouvelle alliée Alva s'échappent in-extremis et cette dernière rejoint désormais l'équipe.
Une fois tout les éléments réunis, Aloy explique son plan. Erend, Zo, Kotallo et Alva doivent poser des bombes à impulsions dans chaque creuset afin de brouiller les pistes vis à vis de Zenith Lointain, tandis que Varl, Aloy et Beta se rendent au creuset Gémeaux pour récupérer HEPHAISTOS. Au prix d'un long combat, Aloy et Beta finissent par faire réintégrer la fonction dans Gaïa, mais soudainement, les Zenith Lointain surgissent. Ayant suivi à la trace les actions d'HEPHAISTOS, ils ont fini par trouver ce qu'ils cherchaient. Dans la bataille, ils blessent gravement Aloy, puis Erik finit par tuer Varl tandis que le reste de Zenith Lointain récupère Beta ainsi que la copie restante de Gaïa. Alors qu'ils sont sur le point d'achever Aloy, Tilda Van Der Meer, l'une des Zenith Lointain, se retourne contre eux et parvient à téléporter Aloy en sécurité.
Cette dernière se relève, encore choquée de la mort de Varl, elle rejoint Tilda. Cette dernière lui explique ne plus être en accord avec les projets de Zenith Lointain et indique à Aloy qu'elle connaissait personnellement Elisabet Sobeck, ayant eu une relation avec elle, et retrouvant en Aloy cette personne chère qu'elle a perdu. Elle explique qu'elle souhaite se joindre à Aloy pour la bataille, mais Aloy accepte a la seule condition de reprendre contact avec Beta, mais aussi qu'elle doit suivre un plan que elle et Beta concocteront en secret.
Revenu par ses amis, ébranlés par la mort de Varl (et particulièrement Zo qui annonce qu'elle est enceinte de lui), Aloy décidé d'accélérer son plan pour récupérer Gaïa et Beta. Mais avant de pénétrer dans la base des Zenith, Aloy doit mettre fin une bonne fois pour toute a la guerre entre les rebelles (menés par Regalla et Sylens) et les Tenakths. Aloy parvient a les mettre en déroute en faisant exploser une bombe IEM gigantesque sur le dos d'un Aile-Helion, mettant totalement hors service les machines de Regalla, puis, au prix d'un affrontement acharné, Aloy finit par vaincre Regalla et, selon le choix du joueur, la tuera ou l'épargnera pour qu'elle combatte à ses côtés. Les rebelles ayant été dissous, Sylens, n'ayant plus d'armée pour lutter contre Zenith Lointain, est contraint de rejoindre Aloy et lui révéler le secret de son arme contre les Zeniths.
L'invasion de la base des Zeniths commence et après des combats contre les Spectres, des machines de combat contrôlés par les Zeniths, ces derniers font leurs apparitions, mais Sylens, grâce a son arme, fait exploser leurs boucliers, les rendant de nouveau vulnérables. De plus, le plan secret de Aloy est revélé. Grâce à Beta, elle reussit a prendre le contrôle de système de fabrication des machines des Zeniths afin d'y injecter Hephaistos, permettant de créer des machines par centaines contre les Zeniths, qui ne font plus le poids et sont tués les uns après les autres. Aloy et Zo, en vengeance de la mort de Varl, finissent par achever Erik.
Cependant, Alva, en fouillant les dossiers de Zenith Lointain, fait comprendre à Aloy que les Zenith ne comptent pas du tout coloniser la Terre, mais sont tout simplement en fuite d'une entité nommé Nemesis. Une fois au sommet de la tour, Aloy libère Beta et Tilda finit par tuer Gerard, leader de Zenith Lointain. Tilda se révèle au grand jour et lui révèle ce qu'est Nemesis. Ne souhaitant pas seulement devenir immortels physiquement, ils ont créé une IA regroupant leurs souvenirs, connaissances et émotions afin d'acquérir l'immortalité psychique. Mais l'entité, devenu trop dangeureuse, fût abandonnée et celle-ci, ayant développé sa conscience, se jura de se venger. Elle detruisit l'entièreté de la colonie, et les derniers Zeniths sont obligés de fuir afin de trouver une autre planète. C'est également Nemesis qui est à l'origine du signal ayant corrompu HADES et les autres fonctions subordonnées. Pour cela, Tilda explique qu'elle a besoin de Gaïa afin de pouvoir recréer une nouvel environnement et force Aloy à la rejoindre, la considérant comme la version parfaite d'Elisabet Sobeck. Mais Aloy refuse, voulant à tout pris sauver la Terre et finit par vaincre Tilda, qui utilise un Spectre amélioré afin de l'eliminer.
Sylens apparaît alors, révélant alors son veritable objectif. Ce dernier souhaite ainsi s'emparer de la navette de Zenith Lointain afin de quitter la Terre, qu'il juge condamnée et embarquant avec la fonction APOLLON afin d'enfin récupérer le savoir qu'il convoitait depuis des années. Puis il invite Aloy a se joindre a elle, mais une nouvelle fois, elle refuse, préférant se battre avec ses amis afin de sauver la Terre de cette nouvelle menace. Finalement, il décide lui aussi de rester afin de pouvoir mettre ses compétences a profit pour sauver la Terre. Finalement, Aloy, Beta et Sylens réussisent a remettre Gaïa en route avec l'ensemble des fonctions subordonnées (excepté HEPHAISTOS qui a de nouveau ete relâché dans la nature) tandis que le reste de l'équipe part afin de prevenir le monde de la catastrophe à venir sous les yeux d'une Aloy qui se rend compte qu'elle n'est plus seul a porter ce fardeau.

## Développement

### Production
S'étalant sur cinq ans, la production du jeu rassemble près de 300 développeurs et nécessite un budget de 212 millions de dollars. Ces chiffres, généralement tenus secrets dans l'industrie, sont révélés par inadvertance en juin 2023 lors des procédures juridiques entourant le projet d'acquisition par Microsoft du groupe vidéoludique Activision Blizzard,.

### Sortie
Horizon Forbidden West est annoncé lors de la révélation de la PlayStation 5 en juin 2020 et est initialement prévu pour 2021.
Finalement, lors de la gamescom 2021, le jeu est annoncé pour le 18 février 2022.
Le 27 septembre 2023, Sony annonce la sortie d'Horizon Forbidden West: Complete Edition pour le 6 octobre 2023 ainsi qu'un portage PC prévu pour 2024 et réalisé par Nixxes Software.

## Accueil

### Critiques
Horizon Forbidden West reçoit un accueil « généralement favorable », recueillant 88/100 sur Metacritic.

### Ventes
Le 8 mai 2023, pour les 20 ans de Guerilla Games, le studio nous apprend la vente de 8,4 millions de copies de Forbidden West,. 